# Felipe Yagüe Hernández
Felipe Yagüe Hernández, detto Pipe (Salamanca, 17 luglio 1978), è un ex giocatore di calcio a 5 spagnolo, campione del mondo con la Nazionale spagnola nel 2004.

## Carriera
Schierato nel ruolo di ala, Pipe è cresciuto nella formazione salamantina del Sol Fuerza, con cui ha esordito in División de Honor. In seguito ha militato nel Carnicer Torrejón, Prone Lugo e Segovia per poi passare allo Zamora. Con la selezione spagnola si è laureato campione del mondo al FIFA Futsal World Championship 2004. In totale ha disputato 28 partite e realizzato 6 reti con le furie rosse.

## Palmarès
- Campionato mondiale: 1

2004